# 文成公主 (2000年電視劇)
《文成公主》，是1999年由中國内蒙古电影制片厂、山东烟台渤霖经贸公司製作一共20集的電視古裝連續劇，描述唐太宗貞觀十五年（641年），文成公主入藏和親，嫁与吐蕃贊普松贊干布的故事。

## 演員名單
- 李琳 飾演 文成公主（嫁入吐蕃的和親公主）
- 朱娜 飾演　依琳海雅（出身西域，身怀武艺，文成公主闺中好友）
- 索仁次朗 飾演 松贊干布（吐蕃贊普）
- 李小雷 飾演 祿東贊（吐蕃大伦）
- 郭连文 飾演 李道宗（江夏郡王兼禮部尚書）
- 杨升 飾演 宇文宣（文成公主的卫士长）
- 李琳 飾演　董娇娇（长安著名歌妓，爱慕宇文宣）
- 郑晓宁 飾演 沈占魁（唐朝奸臣）
- 谭建昌 飾演 慕容涛（破坏唐朝边疆和平的战乱分子）

## 职员表
- 出品人 孙彦顺
- 制作人 鞠宏东、范兴亮
- 导演 范思和

## 主题曲
- 片头曲：《风送歌声回长安》
- 片尾曲：《菩萨美丽的面容》